# Episodi di Lassie (serie televisiva 1954) (prima stagione)
Gli episodi della prima stagione di Lassie sono stati trasmessi per la prima volta negli USA tra il 12 settembre 1954 e il 6 marzo 1955. La stagione fa parte di "The Miller years" in quanto Lassie è di proprietà della famiglia Miller; è stata girata in bianco e nero.
In Italia, alcuni episodi della stagione sono stati trasmessi tra il 1958 e il 1959 sull'unico canale televisivo della Rai allora esistente (l'attuale Rai 1).
| n° | Titolo originale | Titolo italiano            | Prima TV USA      | Prima TV Italia  |
| -- | ---------------- | -------------------------- | ----------------- | ---------------- |
| 1  | Inheritance      |                            | 12 settembre 1954 |                  |
| 2  | Arithmetic       |                            | 19 settembre 1954 |                  |
| 3  | The Colt         | Il puledro                 | 26 settembre 1954 | 28 dicembre 1958 |
| 4  | The Gun          |                            | 3 ottobre 1954    |                  |
| 5  | Mr. Peabody      |                            | 10 ottobre 1954   |                  |
| 6  | The Convict      |                            | 17 ottobre 1954   |                  |
| 7  | Feud             |                            | 24 ottobre 1954   |                  |
| 8  | The Lion         | Il leone                   | 31 ottobre 1954   |                  |
| 9  | Gramps           |                            | 7 novembre 1954   |                  |
| 10 | Lassie's Pups    | Il cucciolo                | 14 novembre 1954  | 25 gennaio 1959  |
| 11 | The Job          | Lassie e la musica         | 21 novembre 1954  | 7 dicembre 1958  |
| 12 | The Carnival     | Luna park                  | 28 novembre 1954  | 1º gennaio 1959  |
| 13 | Sale of Lassie   |                            | 5 dicembre 1954   |                  |
| 14 | The Rustlers     | Lassie commette un furto   | 12 dicembre 1954  | 30 novembre 1958 |
| 15 | The Fighter      |                            | 19 dicembre 1954  |                  |
| 16 | The Contest      | Lassie conquista una coppa | 26 dicembre 1954  | 2 novembre 1958  |
| 17 | Runaways         |                            | 2 gennaio 1955    |                  |
| 18 | The Brat         |                            | 9 gennaio 1955    |                  |
| 19 | Father           |                            | 16 gennaio 1955   |                  |
| 20 | The Fawn         |                            | 23 gennaio 1955   |                  |
| 21 | Blind Soldier    |                            | 30 gennaio 1955   |                  |
| 22 | The Cave         |                            | 6 febbraio 1955   |                  |
| 23 | The Injury       |                            | 13 febbraio 1955  |                  |
| 14 | The Well         |                            | 20 febbraio 1955  |                  |
| 25 | The Snake        | Il serpente                | 27 febbraio 1955  | 4 gennaio 1959   |
| 26 | The Bear         | L'orso                     | 6 marzo 1955      |                  |